# Красные поляны
«Красные поляны» — советский художественный фильм 1966 года режиссёра Эмиля Лотяну, снятый на киностудии «Молдова-фильм».
Премьера фильма состоялась 5 декабря 1966 года.

## Сюжет
Чтобы спасти свои стада от жары и солнца, которое выжгло пастбища, пастухи молдавского колхоза решают перегнать их в плодородное, но труднодоступное место на далекие сочные луга Днестра. За ними увязывается приехавший в колхоз по заданию газеты городской журналист Андрей и красивая молодая дочь деда Илуце Иоанна.
Фольклорная мелодрама, воспевающая красоты Молдавии, неразрыно связанной с природой и народными обрядами.

## В ролях
- Светлана Тома — Иоанна Илуцэ (дублирует Ольга Красина)
- Виктор Соцки-Войническу — Андрей Груя, журналист (дублирует Евгений Дубасов)
- Виктор Чутак — Лие Крунту (дублирует Алексей Алексеев)
- Григоре Григориу — Савва Милчу (дублирует Эдуард Бредун)
- Михаил Бадикяну — дед Илуце (дублирует Константин Тыртов)
- Нодар Маргвелашвили — Буртэ-мокан (дублирует Николай Граббе)
- Думитру Скипор — Сыргэ (дублирует Герман Качин)
- Думитру Карачобану — Туркулете, старший бригадир колхоза
- Павел Андрейченко — Зархир, колхозник
- Андрей Бэляну — председатель колхоза (дублирует Даниил Нетребин)
- Георгий Хассо — милиционер
- Нодар Пиранишвили — капитан баржи
- Андрей Нагиц — колхозный сторож (нет в титрах)
- Леонтий Богатый — эпизод (нет в титрах)

## Награды
- Дипломы (режиссер Э. Лотяну, операторы И.Болбочан и В.Чуря, актриса С.Тома, актер Г.Григориу) на кинофестивале республик Прибалтики, Белоруссии и Молдавии в Кишиневе—67.

Музыкальная мелодия Исидора Бурдина, известная как Hora primăverii, регулярно исполняется на концертах молдавских оркестров «Лэутары», а также оркестра Николае Ботгроса.